# Ludvig Grundtvig
Ludvig Grundtvig (1. května 1836, Nykøbing Falster – 28. listopadu 1901, Frederiksberg) byl dánský portrétní fotograf a malíř. Mnoho obrazů namaloval na základě svých fotografií.

## Mládí
Narodil se v roce 1836 v Nykøbing Falster, studoval na Dánské akademii výtvarných umění v letech 1851–1857, vyhrál dvě ceny (malou a velkou stříbrnou medaili). Navštívil Drážďany a Stockholm.

## Profesní kariéra
Po řadu let Grundvig vystavoval své portrétní obrazy v galerii Charlottenborg v Kodani. V roce 1863 založil vlastní fotografické studio na Amagertorv v centru města, které udržoval až do své smrti v roce 1901. Nepřestával však malovat obrazy a kresby ve svém ateliéru, které byly mnohdy založeny na jeho vlastních fotografiích. Ačkoliv se specializoval na portréty, krajiny, zvládal i jiné žánry, o čemž svědčí jeho snímek útesů Bornholm v roce 1870, který je k vidění v Dánské královské knihovně.

## Tituly a výstavy
V roce 1867 se stal členem Dansk Fotografisk Forening (Dánská asociace fotografů). V roce 1871 se stal kurátorem pro fotografie Nordic Industry a výstavy umění.
Vystavoval v galerii v Paláci Charlottenborg v roce 1857, 1859, 1861-1864 a 1893.

## Galerie

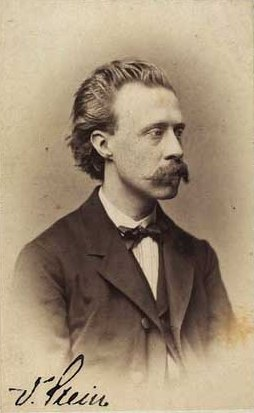
Valdemar Stein
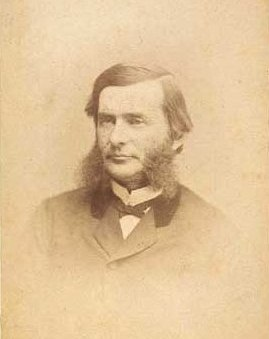
Vilhelm Michael Christian Oxenbøll
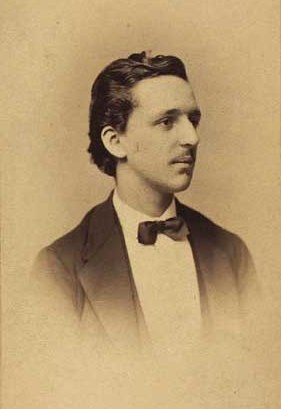
Frederik Rung
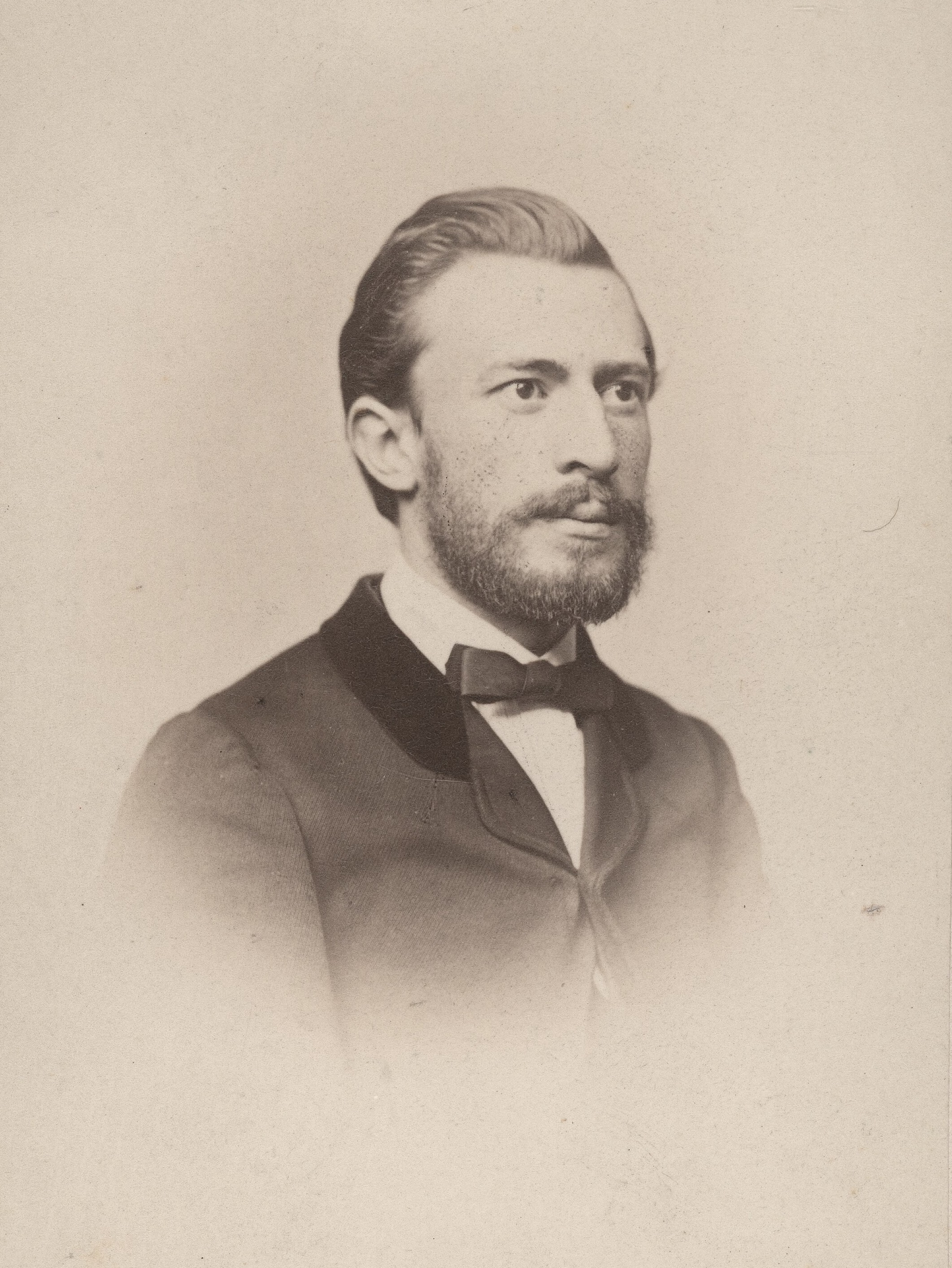
Hugo Egmont Hørring, 1873